# روبرت نويل بلير
روبرت نويل بلير (بالإنجليزية: Robert Noel Blair)‏ هو رسام أمريكي، ولد في 12 أغسطس 1912 في بوفالو في الولايات المتحدة، وتوفي في 15 يونيو 2003 في هولاند في الولايات المتحدة.